# Michelle Gatting
Michelle Sophie Gatting (Aarhus, 21 december 1993) is een Deens autocoureur.

## Carrière

### Vroege carrière
Gatting begon haar autosportcarrière in het karting. In 2008 en 2009 werd zij tweede in het Duits kartkampioenschap. In 2011 stapte zij over naar het formuleracing en nam zij deel aan de Deense Formule Ford. Voor het team Fluid Motorsport werd zij met een overwinning derde in de eindstand. In 2012 en 2013 reed zij in de Volkswagen Scirocco R-Cup, waarin zij achtereenvolgens elfde en vijfde in de eindstand werd.

### GT-racerij
In 2014 stapte Gatting over naar de Duitse Porsche Carrera Cup, waarin zij voor Attempto Racing dertigste werd. Dat jaar nam zij voor hetzelfde team ook deel aan twee races van de International GT Open.
In 2015 reed Gatting geen races, maar in 2016 stapte zij over naar het Deense Thundersport Championship. Zij werd in haar debuutseizoen achtste in de eindstand met een overwinning. In 2017 verbeterde zij zichzelf naar de zevende plaats, alhoewel zij geen races won. In 2018 reed zij drie races in de klasse. Dat jaar kwam zij ook uit in het Deense Supertourisme Turbo-kampioenschap, waarin zij met drie overwinningen derde werd.
In 2021 nam Gatting voor het team Iron Lynx deel aan de Ferrari Challenge Europe. Zij won twee races op de Red Bull Ring en een op het Autodromo Nazionale Monza en eindigde in negen andere races op het podium. Met 171 punten werd zij gekroond tot kampioen in de klasse.

### Endurance

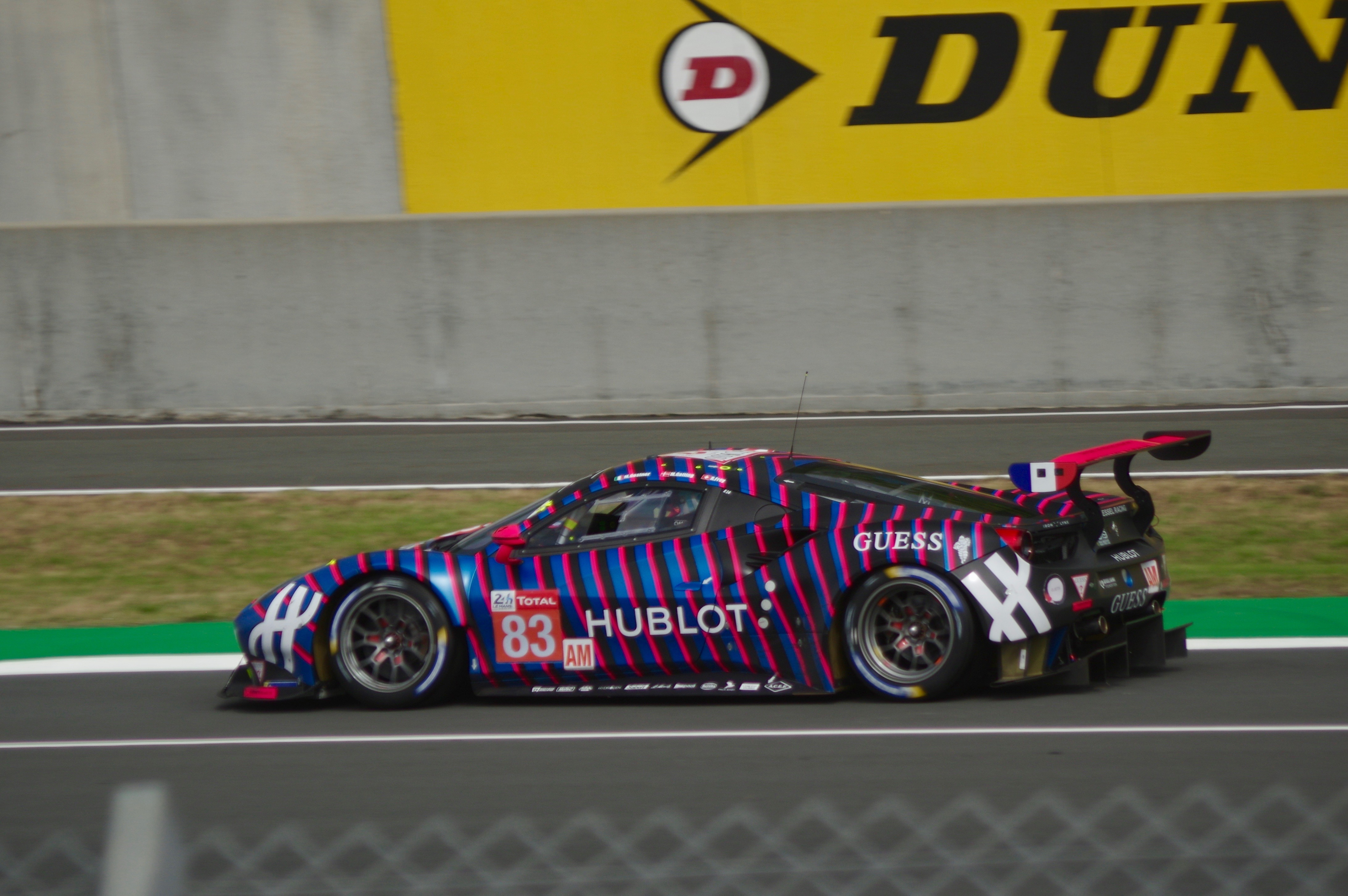
Michelle Gatting tijdens de 24 uur van Le Mans in 2019.

In 2019 debuteerde Gatting in de LMGTE-klasse van de European Le Mans Series (ELMS) voor het team Kessel Racing, waar zij met Rahel Frey en Manuela Gostner een Ferrari 488 GTE Evo deelde. Met twee podiumfinishes op het Circuit Paul Ricard en Silverstone werd zij met 68 punten vierde in de eindstand. In 2020 stapte het trio over naar Iron Lynx. Dit seizoen werden er drie podiumplaatsen gehaald: twee op Paul Ricard en een op Monza. Met 61 punten werd zij vijfde in het klassement. Tevens reed zij in 2019 en 2020 in de 24 uur van Le Mans met dezelfde co-coureurs en werd beide keren negende in de LMGTE Am-klasse.
In 2021 nam Gatting opnieuw deel aan de ELMS voor Iron Lynx. Frey bleef haar vaste teamgenoot, terwijl de rol van derde coureur afwisselend door Gostner en Sarah Bovy werd ingevuld. Zij behaalde podiumplaatsen op het Circuit de Spa-Francorchamps en het Autódromo Internacional do Algarve en eindigde met 50 punten als achtste in het kampioenschap. Ook debuteerde zij dat jaar in de LMGTE Am-klasse van het FIA World Endurance Championship (WEC) voor Iron Lynx als teamgenoot van Frey, Gostner en Bovy tijdens drie van de zes races. Twee zesde plaatsen tijdens de 8 uur van Portimão en de 24 uur van Le Mans waren haar beste resultaten.
In 2022 reed Gatting een volledig seizoen in het WEC voor Iron Dames, zoals het vrouwenteam van Iron Lynx vanaf dat seizoen heette, met Frey en Bovy. Vanwege een COVID-19-besmetting moest zij wel de 6 uur van Spa-Francorchamps missen. Het team behaalde in de tweede seizoenshelft drie podiumfinishes in de 6 uur van Monza, de 6 uur van Fuji en de 8 uur van Bahrein. Met 92 punten werd Gatting vijfde in de eindstand. In de ELMS reed zij ook met Bovy en Frey, die halverwege het seizoen werd vervangen door Doriane Pin. Met een podiumplaats op Spa en een overwinning op het Autódromo Internacional do Algarve werd zij derde in de eindstand met 70 punten. Hiernaast reed zij in de Gold Cup-klasse van de GT World Challenge Europe Endurance Cup, waarin zij samen met Bovy, Frey en Pin de 24 uur van Spa-Francorchamps won en met 77 punten tweede in het kampioenschap werd.
In 2023 bleef Gatting samen met Bovy en Frey actief voor Iron Dames in het WEC. Het team stapte over van een Ferrari 488 GTE Evo naar een Porsche 911 RSR-19. Het trio behaalde een podiumfinish in de 6 uur van Portimão, voordat zij in de seizoensfinale tijdens de 8 uur van Bahrein hun eerste zege in het kampioenschap behaalde. Met 118 punten eindigden zij als tweede in het klassement. In de GT World Challenge Europe Endurance Cup nam het trio deel aan de Bronze Cup-klasse. Een negende plaats op Paul Ricard was hun beste resultaat, waardoor de coureurs op plaats 24 in het kampioenschap eindigden.